# LUHICA
LUHICA（ルヒカ、1996年6月30日 - ）は、日本の歌手。

## 略歴
1996年6月30日、日本人の両親の間に生まれる。幼い頃からインターナショナル・スクールに通っており、海外の居住経験はないものの日本語より英語が得意である。中学校の卒業式で「ウィ・アー・ザ・ワールド」を合唱し、担当したシンディ・ローパーのパートを担任教師に褒められたことが歌手を志したきっかけ。
デモテープを聴いた秋元康のプロデュースを受け、2013年6月12日「独り言花」でメジャーデビュー。デビューから素顔・年齢などほとんどが非公表で、2013年7月12日のテレビ朝日「ミュージックステーション」にてメディアに初めて素顔を露出した。

## ディスコグラフィ

### シングル
| 枚  | 発売日         | タイトル   | オリコン週間 | 備考                                                                          |
| --- | -------------- | ---------- | ------------ | ----------------------------------------------------------------------------- |
| 1st | 2013年6月12日  | 独り言花   | 18位         | 資生堂「TSUBAKI」CMソング                                                     |
| 2nd | 2013年11月13日 | 手鎖の月   | 52位         | NHK総合木曜時代劇「あさきゆめみし 〜八百屋お七異聞」主題歌                    |
| 3rd | 2014年4月30日  | 君と踊ろう | 63位         | 資生堂「TSUBAKI」CMソング c/w「朝が来れば」：常盤薬品工業「眠眠打破」CMソング |